# 麥氏浪蝙蝠魚
麥氏浪蝙蝠魚，為輻鰭魚綱鮟鱇目棘茄魚亞目棘茄魚科的其中一種，分布於西大西洋區，從美國佛羅里達、墨西哥灣至南美洲北部海域，屬底棲性魚類，棲息深度可達660公尺，本魚體盤的背面淡褐色，沒有斑點，在臀鰭前面基部上有深褐色的條紋，體長可達10公分，棲息在沙泥底質水域，生活習性不明。